# Oligia pachydetis
Oligia pachydetis là một loài bướm đêm trong họ Noctuidae.